# Petit-Trou-de-Nippes
Petit-Trou-de-Nippes (Haitianisch-Kreolisch Ti Twou de Nip) ist eine Gemeinde im Département Nippes von Haiti.

## Geschichte
Der Ort wurde im Jahr 1631 unter dem Namen Port-de-Nippes gegründet. Am 8. September 1738 entstand die Pfarrgemeinde um die Kirche Notre Dame de Bon Secours. Armand de Belzunce, Gouverneur der französischen Kolonie Saint-Domingue, starb am 4. August 1763 in Petit-Trou-de-Nippes, das zu der Zeit auch einfach „Trou“ genannt wurde.
Im Jahr 1869 kam es während der Präsidentschaft von Sylvain Salnave zu andauernden Auseinandersetzungen zwischen der Zentralregierung und in Aufstand befindlichen Landesteilen. Nach der einzigen Seeschlacht in Haitis Geschichte, dem Gefecht von Le Borgne bei Port-de-Paix, in dem zwei notdürftig in den Vereinigten Staaten hergerichtete Raddampfer der Aufständischen auf die Schiffe der Regierung trafen, wurde Petit-Trou-de-Nippes ebenso wie einige Nachbargemeinden aus den Händen der Rebellen von See aus zurückerobert.
Im September 1963 verwüstete der tropische Wirbelsturm Flora die Gemeinde; 85 Prozent der Häuser und sonstigen Gebäude wurden zerstört.
Ein Erdbeben der Stärke 7,2 erschütterte den Süden Haitis am 14. August 2021. Das Epizentrum lag 8 Kilometer nördlich von Petit-Trou-de-Nippes im Meeresgrund. Es verursachte erhebliche Schäden.

## Lage und Beschreibung
Neben dem Stadtzentrum Ville de Petit-Trou-de-Nippes und den Stadtvierteln Quartier de Grand Ravine und Quartier de Liève bestehen drei ländliche Gemeindebezirke:
- Raymond mit Acul-des-Savannes, Charion, Débauché, Jolibois, Plaine des Baconnois, Ravine Mamzelle und Saut,
- Tiby mit Bertrand, Bonhomme, Caracoli, Carrefour Michel, Chaolus, Gardère, Gastel, Haut Fort, Israel, Jose, Mamé, Monnery, Nan Mirane, Nan Paul, Passe Baradères, Picoulet, Pino, Rammy, Riche, Saint-Cyr und Vidon sowie
- Vigny mit Bonnette, Ca Bodin, Ca Bois, Carrefour Moncon, Duronceley, Gros Vignon, Jeanty, La Chaudière, La Croix, Lièvre, Maincon, Maquisard, Minnon, Nan Case, Pini und Tomarin.

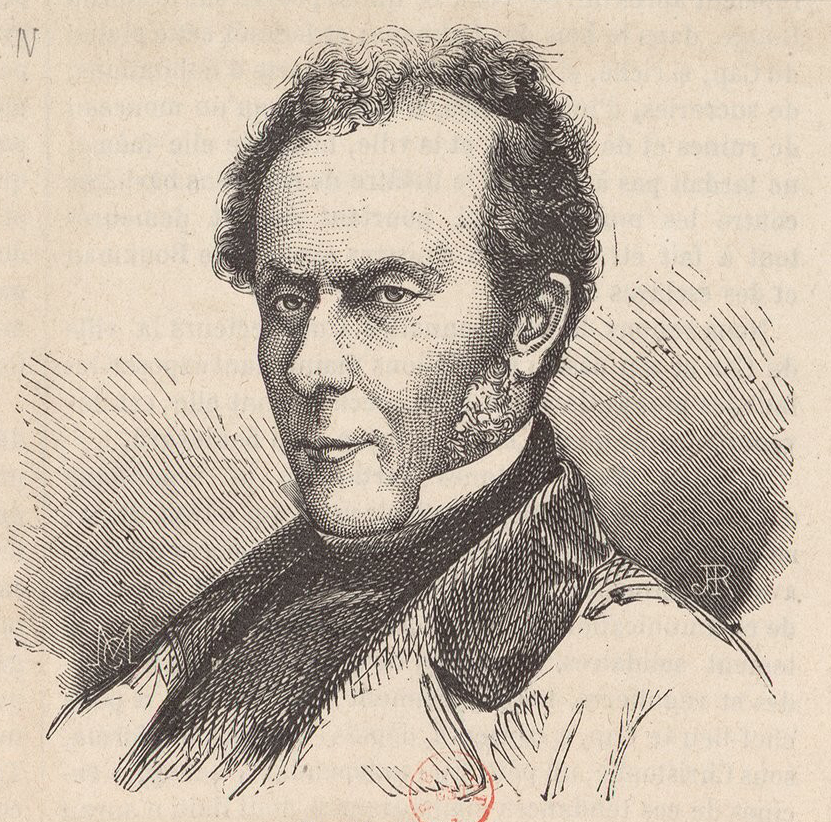
Beaubrun Ardouin

Durch das Gebiet der Gemeinde führt die Route Départementale RD-21, die im Ortszentrum Ville de Petit-Trou-de-Nippes an der Küste endet. Sie führt östlich über Anse-à-Veau nach Mirogoâne, wo sie die Route Nationale RN-2 erreicht. Bis Anse-à-Veau sind es 19 Kilometer, nach Miragoâne 50 Kilometer.

## Personen aus Petit-Trou-de-Nippes
- Beaubrun Ardouin (1796–1865), Historiker und Politiker
- Jocelerme Privert (* 1953), Politiker, 2016/2017 Übergangspräsident Haitis